# Günter Stalla

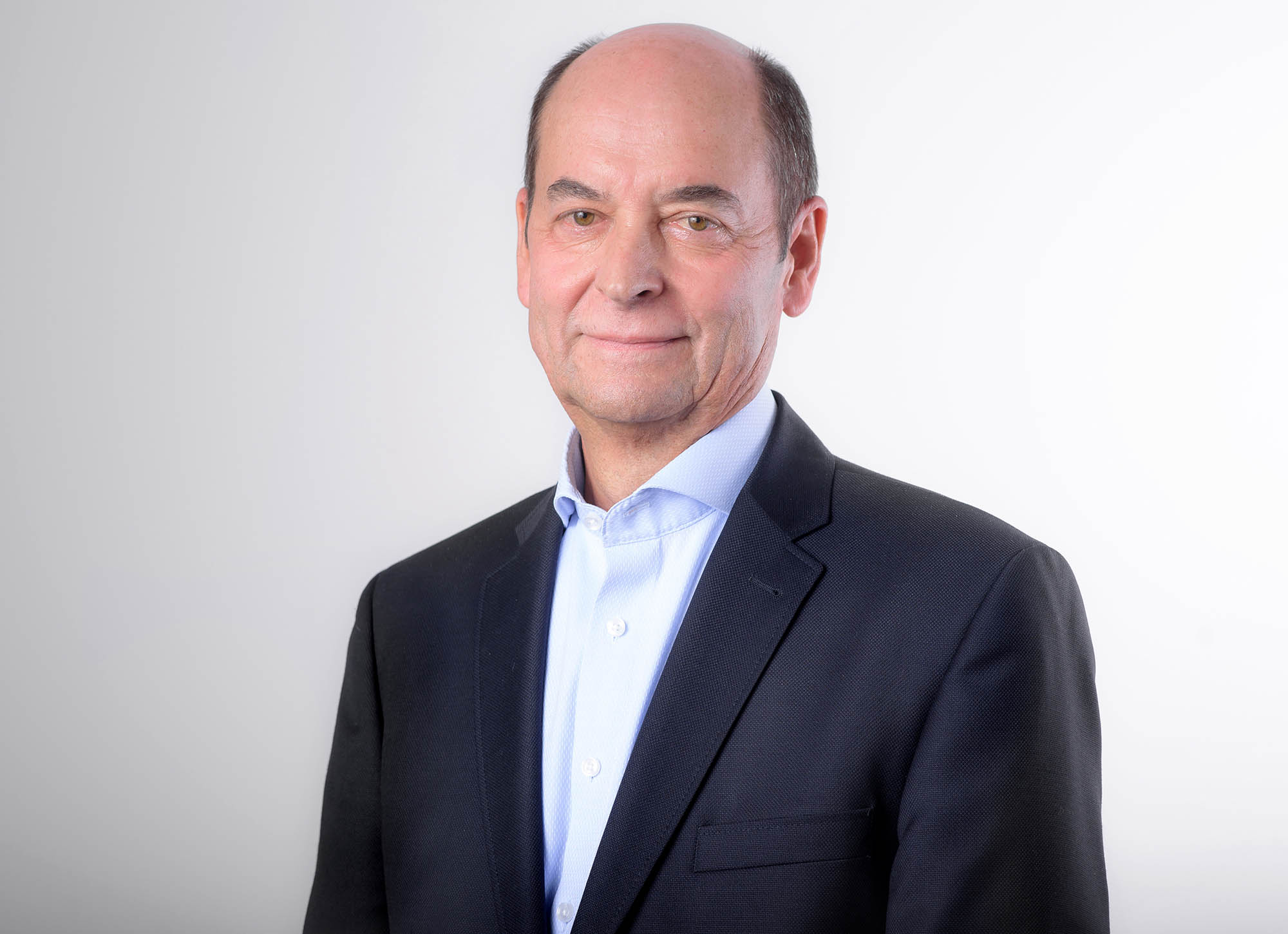
Günter Karl Stalla (2019)

Günter Karl Stalla (* 10. Dezember 1953) ist ein deutscher Internist, Forscher und Hochschullehrer.

## Leben
Stalla studierte von 1974 bis 1980 Humanmedizin an der Ludwig-Maximilians-Universität in München. Hier promovierte er 1980 in Experimenteller Endokrinologie. Seine klinische Ausbildung zum Facharzt für Innere Medizin (1990) mit Teilgebietsbezeichnung für Endokrinologie und Diabetologie (1991) absolvierte er an der Medizinischen Klinik Innenstadt der Ludwig-Maximilians-Universität in München. 1995 wurde Stalla zum Professor für Innere Medizin ernannt. 2004 erwarb er die Zusatzbezeichnung Andrologie.
1990 wurde Stalla als Forschungsgruppenleiter für Klinische Neuroendokrinologie und Leiter der Inneren Medizin, Endokrinologie und Klinischen Chemie an das Max-Planck-Institut für Psychiatrie in München berufen. Seit Juli 2018 ist er als Leiter des MVZ MEDICOVER Neuroendokrinologie Prof. Stalla und Kollegen mit Studienzentrum, seit 2020 auch als Gesamtleiter/Standortleiter der MVZs MEDICOVER Neuroendokrinologie und Rheumatologie in München tätig.

## Wirken
Von 2012 bis 2014 war Stalla Präsident der European Neuroendocrine Association. 2002 leitete er als Kongresspräsident die Jahrestagung der European Neuroendocrine Association in München, 2016 die gemeinsame Tagung der Deutschen Gesellschaft für Endokrinologie, der Österreichischen Gesellschaft für Endokrinologie und Stoffwechsel und der Schweizerischen Gesellschaft für Endokrinologie und Diabetologie sowie den Kongress der European Society of Endocrinology, beide in München. Von 2020 bis 2023 war Stalla Präsident der Deutschen Gesellschaft für Endokrinologie, bis 2024 Past President. Seit April 2025 ist er Ehrenmitglied der Deutschen Gesellschaft für Endokrinologie.
Stalla ist unter anderem medizinischer Gutachter für die Nationale Anti-Doping Agentur Deutschland und das Internationale Paralympische Komitee und Gutachter  wissenschaftlicher Zeitschriften, u. a. von Andrologia, Cell and Tissue Research, Endocrinology, European Journal of Endocrinology, Endocrine Oncology and Metabolism, Experimental and Clinical Endocrinology and Diabetes, Frontiers in Neuroendocrine Science, Frontiers in Pituitary Endocrinology, Journal of Endocrinological Investigation, Journal of Clinical Endocrinology and Metabolism, Metabolism, Neuroendocrinology, Research in Experimental Medicine.
Stallas besonderes Forschungsinteresse gilt der Entstehung von Störungen der Funktion der Hirnanhangsdrüse (Hypophyse), insbesondere den Mechanismen, die einer übermäßigen Freisetzung von Hormonen durch Hypophysentumore zugrunde liegen. Zudem beschäftigt er sich mit der durch Schädel-Hirn-Verletzungen hervorgerufenen Hypophyseninsuffizienz. Schwerpunkte seiner Tätigkeit als Arzt bilden Erkrankungen der [Hypophyse], Stoffwechselstörungen, Adipositas, Geschlechtsentwicklungsstörungen und Transsexualität.
Stalla hat 480 wissenschaftliche Publikationen veröffentlicht (Scopus, h-index 75) mit 21.000 Zitierungen, außerdem 62 Buchartikel und 5 Herausgeberschaften.

## Auszeichnungen
- 1988: Schöller-Junkmann-Preis der Deutschen Gesellschaft für Endokrinologie zusammen mit seiner Frau Johanna Stalla[2]
- 2015: 1. Rolf Gaillard Prize der European Neuroendocrine Association für seine herausragende Lebensleistung im Bereich der Neuroendokrinologie[3]
- 2019: Geoffrey Harris Award der Endocrinology European Society of Endocrinology[4][5]

## Mitgliedschaften
- Deutsche Gesellschaft für Endokrinologie (2020–2023 Präsident, bis 2024 Past President, seit April 2025 Ehrenmitglied)
- European Neuroendocrine Association
- Deutsche Gesellschaft für Klinische Chemie und Laboratoriumsmedizin
- Endocrine Society
- International Pituitary Society
- European Society of Endocrinology